# Пратерштерн
Пратерштерн (у преводу "Звезда Пратера") је главни трг у другом бечком округу Леополдштат. На тргу се налази споменик адмиралу Вилхелму фон Тегетхофу. На Пратерштерну се налази једна од главних бечких железничких станица, коју дневно користи 110.000 путника. Испод железничке станице је У-Бан станица, где стају линије U1 и U2 Бечког метроа. На железничким перонима стају и композиције Бечког Шнелбана на линијама S1, S2, S3, S4 и S7. Трг Пратерштерн и жезничка/метро станица налазе се јако близу парка Пратер и светски познате атракције Бечког точка.

## Историја
Прва станица изграђена је приликом изградње Северне пруге. Станица је отворена 6. јануара 1838. као Нордбанхоф - Царска и Краљевска северна железничка станица. Због наглог пораста броја путника, станица је врло брзо постала мала и морала је да се догради.
Између 1858. и 1865. године изграђена је станична зграда у околини Пратерштерна. Као и све друге станице у Бечу у то време, Северна станица је била планирана да буде изложбена зграда. За планирање зграде ангажовано је неколико архитеката, унутрашње уређење радили су вајари и фрескосликари. Станица је отворена 15. новембра 1865. године. У време Аустроугарске, станица је била једна од најзначајнијих станица у Европи, повезујући Беч са Брном, Прагом и Варшавом. За многе имигранте то су била врата Беча. Железнички саобраћај ка Немачкој и њеним морским лукама пролазио је кроз оближњи Нордвестбанхоф (  - Северозападна железничка станица), који је отворен 1872. године.
Током Другог светског рата, станица је била тешко оштећена у америчком бомбардовању па је престала да се користи и после неколико година је срушена. Нова зграда је изграђена и отворена је 1. јуна 1959. под именом Банхоф Пратерштерн. 1. септембра 1975. станица је преименована у Вин Норд (  - Беч север).
Аустријске савезне железнице су 1997. године покренуле иницијативу за реновирање пруга и станица широм земље, па је одлучено да се ова станица у потпуности обнови по пројекту архитекте Алберта Вимера. Реконструкција је започета 2004. године. На нивоу перона, нова станица је завршена у априлу 2007. а комплетна реконструкција је завршена у априлу 2008. Станица је добила нове провидне кровове, као и побољшане прилазе перонима метроа и стајалиштима трамваја и аутобуса. Станица је преименована у Беч Пратерштерн са увођењем новог реда вожње у децембру 2006.

## Галерија слика трга Птратерштерн
- Поглед према северу
- Споменик Тегетхофу
- Подножје споменика Тегетхофу
- Пратерштерн на мапи Беча
- Мапа са шемом саобраћајница

## Саобраћај
Нова станица нуди 6.000 м² простора за привредна и услужна предузећа. Платформе су подигнуте на 55 cm изнад пруга како би се олакшало укрцавање и искрцавање путника. На железничким перонима стају линију возова R (Регинални возови) и REX (Регионални експрес возови) који сеобраћају на релацијама Пајербах-Рајхенау, Брецлав, Знојмо и Винер Нојштат. Уз регионалне возове на перонима стају и композиције Бечкој Шнелбана. Станице бечког метроа U1 и U2 налазе се у подземним нивоима.

## Линије Бечке приградске железнице (Шнелбана)
| Списак линија Бечког Шнелбана које стају на железничкој станици Пратерштерн (стање 2022. године) | Списак линија Бечког Шнелбана које стају на железничкој станици Пратерштерн (стање 2022. године) |
| Линија                                                                                           | Траса линије |
| ------------------------------------------------------------------------------------------------ | --- |
|                                                                                                  | Мајдлинг – Мацлаинсдорфер плац – Хауптбанхоф – Четврт Белведере – Ренвег – Вин Мите – Пратерштерн – Трајзенгасе – Ханделскај – Флоридсдорф – Генсерндорф – Марчег                                                                      |
|                                                                                                  | Медлинг – Мајдлинг – Мацлаинсдорфер плац – Хауптбанхоф – Четврт Белведере – Ренвег – Вин Мите – Пратерштерн – Трајзенгасе – Ханделскај – Флоридсдорф – Волкерсдорф – Мистелбах                                                         |
|                                                                                                  | Винер Нојштат – Баден – Мајдлинг – Мацлаинсдорфер плац – Хауптбанхоф – Четврт Белведере – Ренвег – Вин Мите – Пратерштерн – Трајзенгасе – Ханделскај – Флоридсдорф – Штокерау – Холлабрун                                              |
|                                                                                                  | Винер Нојштат – Баден – Мајдлинг – Мацлаинсдорфер плац – Хауптбанхоф – Четврт Белведере – Ренвег – Вин Мите – Пратерштерн – Трајзенгасе – Ханделскај – Флоридсдорф – Штокерау – Холабрун – Абсдорф – Хиперсдорф (– Тулн – Тулнерфелд)  |
|                                                                                                  | (Ла на Цаји) – Мистелбах –Волкерсдорф – Флоридсдорф – Ханделскај – Трајзенгасе – Пратерштерн – Вин Мите – Ренвег – Ст. Маркс – Гајзелбергштрасе – Средишње бечко гробље – Кајзереберздорф – Швехат – Мансверт –Аеродром – Фишаменд ... |

## Локални градски превоз
Станицу Пратерштерн опслужују следеће службе градског превоза:
- У-Бан: Линија

- Трамвај: Линије 0 и 5
- Аутобус: 5B, 80А, 82А
- Ноћна аутобуска линија: N25, N81

## Галерија слика железничке станице Пратерштерн
- Прилаз главном улазу са нивоа улице
- Јужни прилаз станици
- Станица градских аутобуских линија
- Трамваји на линији број 5
- Регионални воз на перону

## Галерија слика метро станице Пратерштерн
- Метро станица на линији U1
- Шема станица метро линије U1
- Метро станица на линији U2
- Шема станица метро линије U2
- Улазак у метро станицу Пратерштерн

## Реконструкција теретне железничке станице и колосека
Зато што више није била потребна Аустријским савезним железницама, некадашња теретна станица је трансформисана у нови градски кварт. Део дуж Ласалесштрасе је реконструисан још 1990-их, скоро у потпуности као пословне зграде. Од Ласалесштрасе према западу изграђени су бројни објекти за становање уз пратећу инфраструктуру, са преко 10.000 станова и 20.000 радних места.